# 专有名词和普通名词

## 专有名词
專有名詞（英語：proper noun）或专名，是特指一個實體的名詞，具有专门性，例如中國、周杰倫、微軟等。

### 英语
英语所有的专有名词和其关联的形容词均应大写，如 Chinese 中国的; China 中国。

## 普通名词
普通名詞是指代一類實體的名詞，不具备专门性。

## 重名
事物常有重名现象，导致许多專有名詞可能指代多个實體：「北角」可以是指香港島最北端的地區或是挪威的最北處。